# Poloni
Poloni é um município brasileiro do estado de São Paulo. A cidade tem uma população de 5.592 habitantes (IBGE/2022).

## História
A localidade denominava-se Colombo e foi criada como distrito do município de Mirassol em 1928. Em 1933 passa a se chamar "Vila Poloni" em homenagem a Candido Poloni, fazendeiro que desbravou a região. A Lei Estadual nº. 3112 de 26 de outubro de 1937 transfere o distrito para a jurisdição do município de Monte Aprazível.
Finalmente, pela Lei Estadual nº. 2456 de 30 de dezembro de 1953, Poloni ganha o status de município desmembrando-se de Monte Aprazível

## Demografia

### População
| Crescimento populacional                             | Crescimento populacional | Crescimento populacional | Crescimento populacional |
| Ano                                                  | População Total          |                          | %±                       |
| ---------------------------------------------------- | ------------------------ | ------------------------ | ------------------------ |
| 1958                                                 | 4 876                    |                          | —                        |
| 1960                                                 | 5 784                    |                          | 18,6%                    |
| 1970                                                 | 5 105                    |                          | −11,7%                   |
| 1980                                                 | 4 775                    |                          | −6,5%                    |
| 1991                                                 | 4 526                    |                          | −5,2%                    |
| 2000                                                 | 4 774                    |                          | 5,5%                     |
| 2010                                                 | 5 395                    |                          | 13,0%                    |
| 2022                                                 | 5 592                    |                          | 3,7%                     |
| Est. 2024                                            | 5 696                    | [ 8 ]                    | 1,9%                     |
| Fontes: Censos Demográficos IBGE e Estimativas SEADE |                          |                          |                          |

### Dados demográficos
Dados do Censo - 2010
- População total: 5.395
  - Urbana: 4.802
  - Rural: 593
  - Homens: 2.671[12]
  - Mulheres: 2.724
- Densidade demográfica (hab./km²): 40,4
- Taxa de alfabetização: 90,6%[13]

Dados do Censo - 2000
- Mortalidade infantil até 1 ano (por mil): 13,93
- Expectativa de vida (anos): 72,29
- Taxa de fecundidade (filhos por mulher): 1,92
- Índice de Desenvolvimento Humano (IDH-M): 0,787
  - IDH-M Renda: 0,720
  - IDH-M Longevidade: 0,788
  - IDH-M Educação: 0,853

(Fonte: IPEADATA)

## Geografia
Localiza-se a uma latitude 20º47'07" sul e a uma longitude 49º49'25" oeste, estando a uma altitude de 548 metros. O município é quase um enclave de Monte Aprazível, pois compartilha um limite de apenas 160 metros com o município de Macaubal. Possui uma área de 133,5 km².

## Infraestrutura

### Comunicações
O sistema de telefones automáticos foi inaugurado na cidade em 1977 pela Telecomunicações de São Paulo (TELESP), que também implantou o sistema de discagem direta à distância (DDD) em 1982 com o código de área (0172). Anteriormente a cidade era atendida pela Companhia de Telecomunicações do Estado de São Paulo (COTESP).
Na década de 90 o código DDD da cidade foi alterado para (017), para padronização do sistema telefônico com a telefonia celular que estava sendo implantada em todo o estado.

## Religião
O Cristianismo se faz presente na cidade da seguinte forma:

### Igreja Católica
- A igreja faz parte da Diocese de São José do Rio Preto.[18]

### Igrejas Evangélicas
- Assembleia de Deus Ministério do Belém.[19][20]
- Congregação Cristã no Brasil.[21]